# اردوبازار
اردو بازار مربوط به دوره قاجار است و در شیراز، حد فاصل سرای مشیر و بازار سه‌راهی روح‌الله واقع شده و این اثر در تاریخ ۲۴ خرداد ۱۳۸۲ با شمارهٔ ثبت ۹۲۳۶ به‌عنوان یکی از آثار ملی ایران به ثبت رسیده‌ است.
همچنین نام محله‌ای قدیمی است در شهر لاهیجان.

## نگارخانه

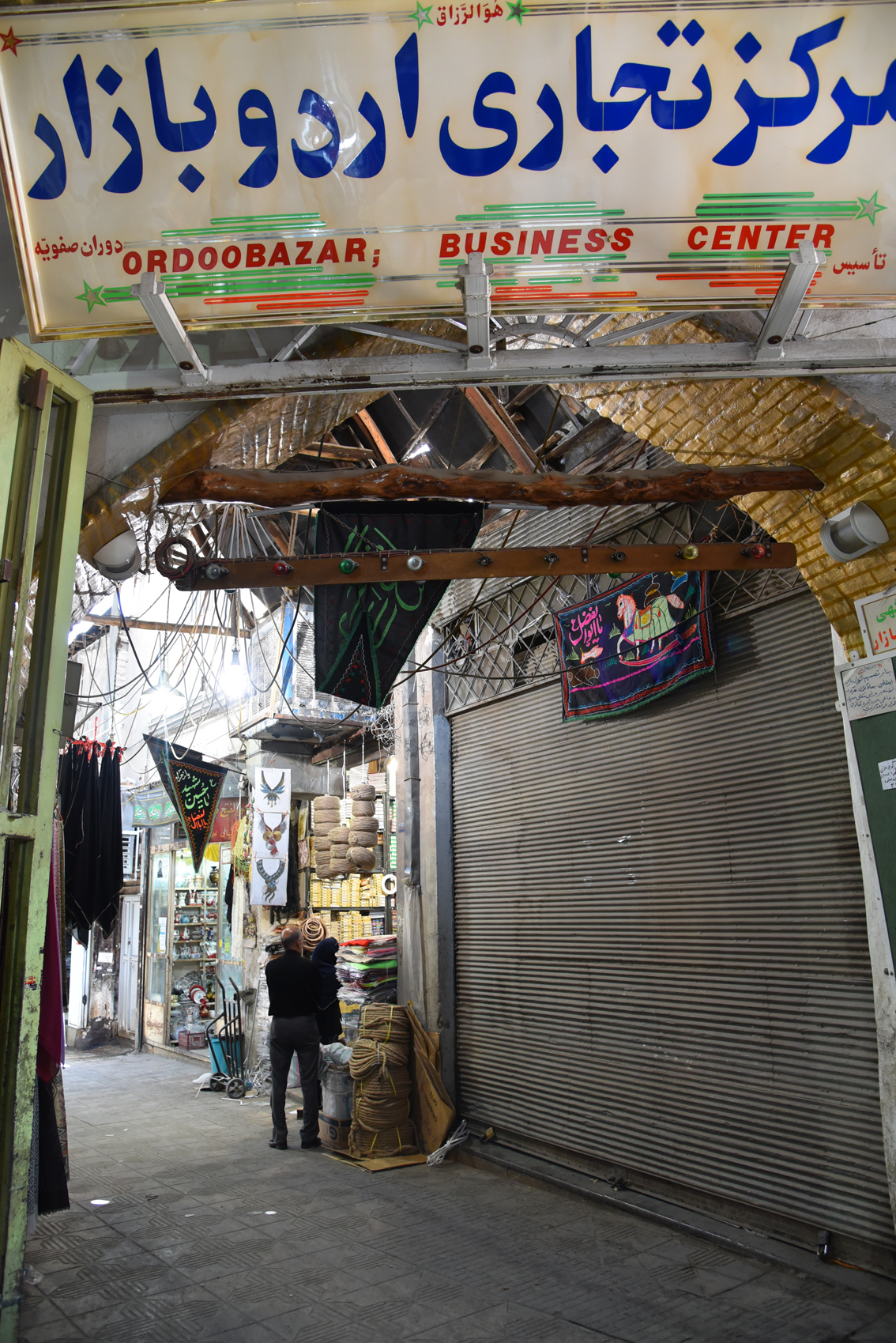
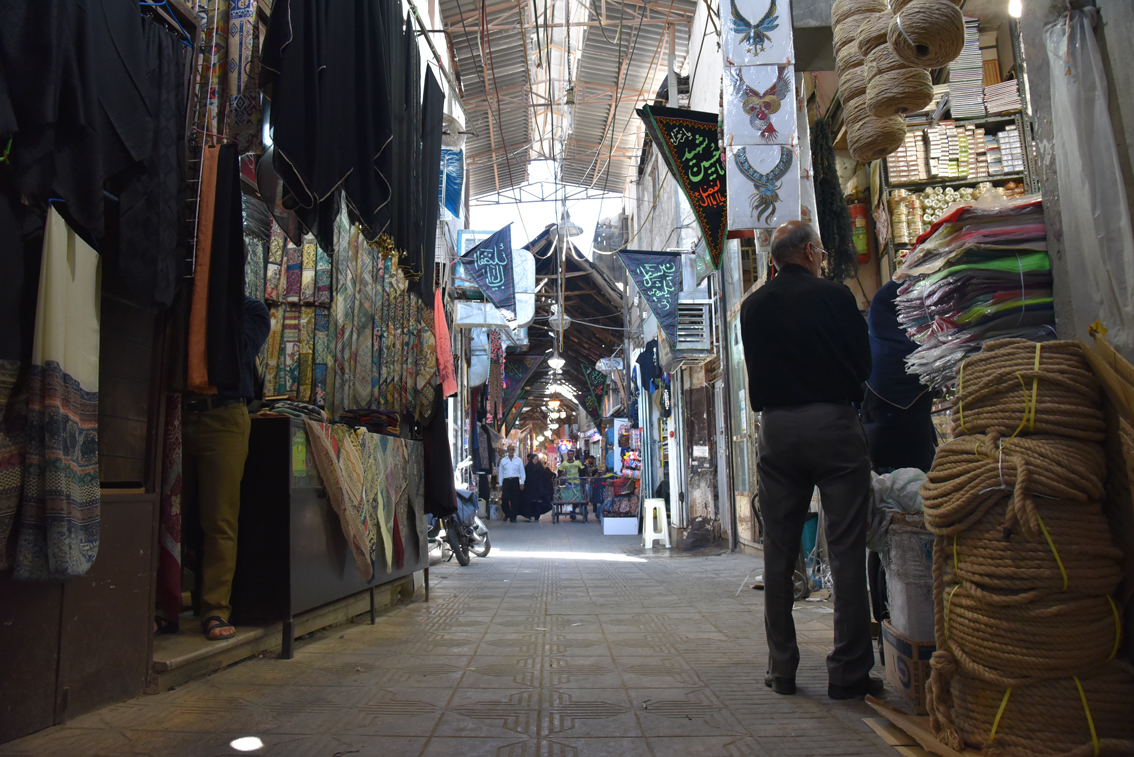
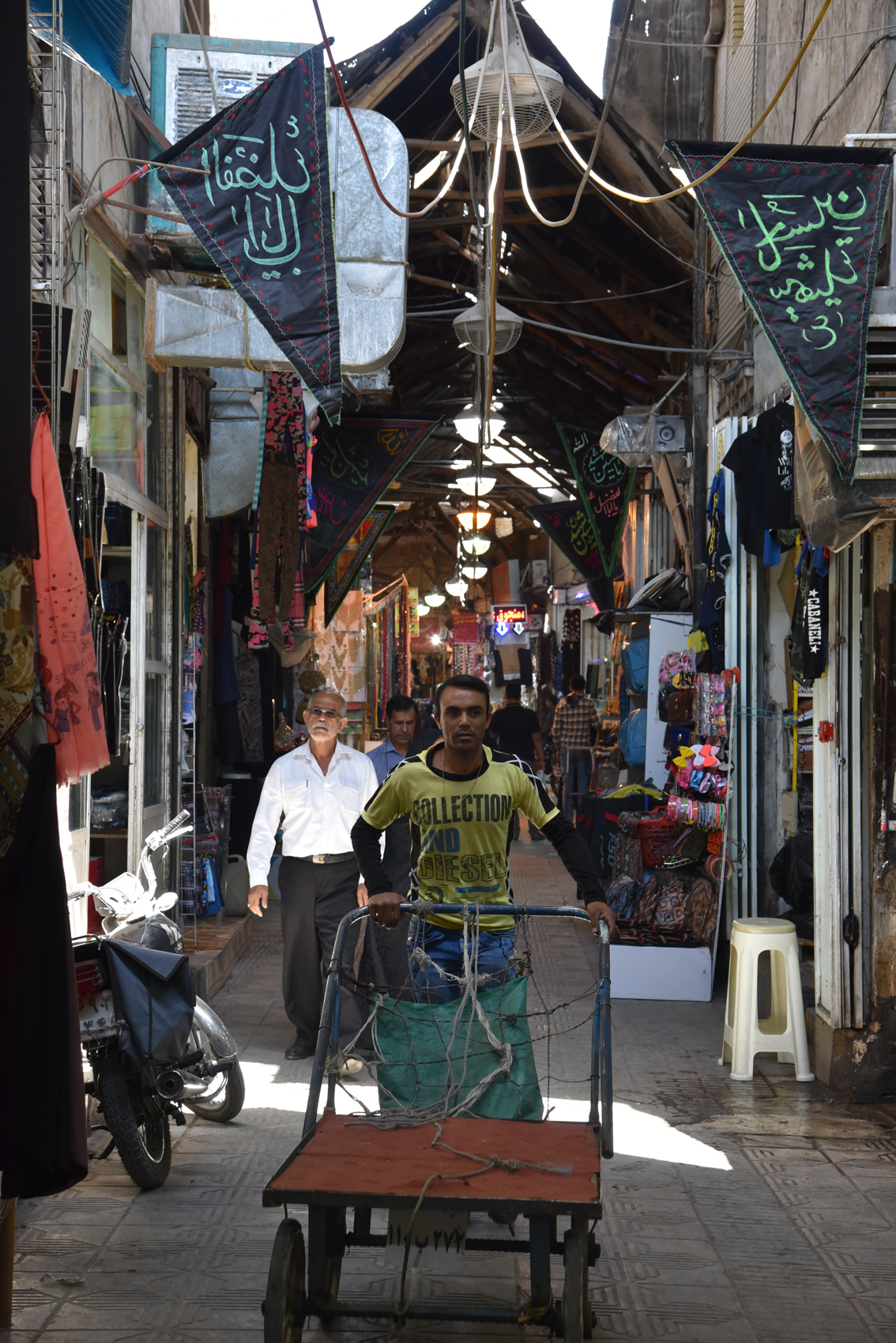